# Berkshire Downs
Berkshire Downs är en kulle i Storbritannien.   Den ligger i kommunen West Berkshire i riksdelen England, i den södra delen av landet, 90 km väster om huvudstaden London. Toppen på Berkshire Downs är 201 meter över havet.
Terrängen runt Berkshire Downs är huvudsakligen platt. Runt Berkshire Downs är det ganska tätbefolkat, med 207 invånare per kvadratkilometer. Närmaste större samhälle är Newbury, 16,7 km sydost om Berkshire Downs. Trakten runt Berkshire Downs består till största delen av jordbruksmark.